# سنگلیچ
سنگلیچ (به لاتین: Sanglich) یک منطقهٔ مسکونی در افغانستان است که در ولایت بدخشان واقع شده‌است.